# Vačice Emiliina
Vačice Emiliina též vačice brazilská (Gracilinanus emiliae) je vačice, která pochází z Jižní Ameriky. Skutečný rozsah tohoto druhu není znám.
Tato vačice žije v noci na stromech. Živí se hmyzem, ovocem a vejcemi ptáků. Občas loví malé ještěrky a drobné hlodavce.
Její vzhled a rozměry jsou podobné myši. Má vyboulené oči a velmi dlouhý, nahý a chápavý ocas. Srst má krátkou, hebkou a sametovou. Mláďata se rodí několikrát do roka.